# Ekspedycja północna
Ekspedycja północna (chiń. 北伐; pinyin běi fá) – kampania militarna przeprowadzona przez wojska Kuomintangu w latach 1926–1928. Jej efektem było pokonanie rządzących na północy Chin tzw. militarystów i zjednoczenie kraju.

## Tło historyczne
Po śmierci prezydenta Yuan Shikaia w 1916 roku Chiny pogrążyły się w anarchii. W Pekinie formalnie nadal istniał rząd republiki, jednak od tej pory nie posiadał on żadnej realnej władzy. W poszczególnych prowincjach władzę przejęli gubernatorzy wojskowi, ogłaszając niezależność od rządu pekińskiego. Najsilniejszymi grupami militarystów były projapońska klika Fengtian na czele z Zhang Zuolinem, kontrolująca prowincje Fengtian, Heilongjiang i Jilin, probrytyjska klika Zhili Feng Guozhanga, kontrolująca obszar dzisiejszej prowincji Hebei oraz projapońska klika Anfu Duana Qirui, kontrolująca wschodnie Chiny. Oprócz tego w niektórych prowincjach władali samodzielni militaryści: Yan Xishan w Shanxi, Chen Shufan w Shaanxi, Tang Jiyao w Yunnanie i Lu Rongting w Guangxi.
Kraj pogrążył się w anarchii i permanentnej wojnie domowej pomiędzy poszczególnymi stronnictwami. Pekiński rząd był obalany i ustanawiany przez grupę kontrolującą w danym momencie Pekin. W 1917 roku doszło nawet do krótkotrwałej restauracji monarchii przez Zhang Xuna. W tym samym roku w Kantonie Sun Jat-sen powołał własny, separatystyczny rząd.
Na początku lat 20. północne Chiny były areną walk pomiędzy klikami Zhili, Anfu i Fengtian o Pekin, który ostatecznie znalazł się w rękach Zhang Zuolina. Na południu tymczasem umacniał się rząd odrodzonego w 1919 roku Kuomintangu pod wodzą Sun Jat-sena. W maju 1922 roku Sun rzucił hasło ekspedycji północnej, zakładającej zbrojne uderzenie na północnych militarystów i zjednoczenie kraju. Szukając sojuszników, nawiązał kontakty z ZSRR, a także nowo powstałą Komunistyczną Partią Chin. W czerwcu 1923 roku KPCh zdecydowała się na utworzenie wspólnego frontu z Kuomintangiem. Wyparcie w tym samym roku z Kantonu Chen Jiongminga stworzyło dogodną sytuację do zorganizowania ekspedycji. 5 maja 1924 roku w Kantonie otwarta została Akademia Wojskowa Whampoa, która do 1927 roku wyszkoliła ponad 7 tysięcy kadetów, późniejszych oficerów utworzonej w 1925 roku Armii Narodowo-Rewolucyjnej.

## Preludium
Na wiosnę 1925 roku Armia Narodowo-Rewolucyjna przeprowadziła kampanię przeciwko Chen Jiongmingowi. W drugiej kampanii, przeprowadzonej jesienią, jego siły zostały ostatecznie rozbite. Również na północy sytuacja zmieniła się na korzyść Kuomintangu. W październiku 1924 klęskę poniósł kontrolujący Pekin Wu Peifu. Pobity został przez Feng Yuxianga, który w przeciwieństwie do pozostałych militarystów był przychylnie nastawiony do Kuomintangu. Ponadto w maju 1925 roku przez cały kraj przetoczyły się zamieszki o charakterze patriotycznym i antycudzoziemskim, określane mianem Ruchu 30 Maja.
Sun Jat-sen, korzystając ze wzrostu wpływów Feng Yuxianga, próbował jeszcze szukać pokojowego porozumienia z północą, udając się w podróż do Pekinu i Tianjinu, jednak nieoczekiwanie zmarł 12 marca 1925 roku.

## Pierwsza kampania

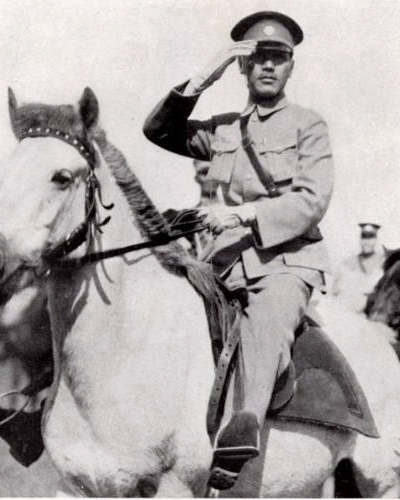
Czang Kaj-szek, dowódca Armii Narodowo-Rewolucyjnej

1 lipca 1925 kuomintangowski rząd w Kantonie oficjalnie potwierdził swoje pretensje do władzy nad całym krajem, obwołując się Rządem Narodowym. Na jego czele stanął Wang Jingwei. Przez następny rok trwało dozbrajanie Armii Narodowo-Rewolucyjnej radzieckim sprzętem i zacieśnianie współpracy z komunistami. Ostatecznie 9 lipca 1926 roku po burzliwych naradach sztabowych głównodowodzący ANR Czang Kaj-szek, przemówiwszy do żołnierzy w Akademii Whampoa, podniósł flagę Rządu Narodowego, symbolicznie ogłaszając rozpoczęcie ekspedycji północnej.
Armia Narodowo-Rewolucyjna liczyła maksymalnie 150 tysięcy żołnierzy, z czego w pierwszym uderzeniu mogła skierować do walki najwyżej połowę. Militaryści dysponowali armią liczącą 700 tysięcy żołnierzy. Tę przytłaczającą przewagę liczebną niwelowały jednak atuty ANR: wysokie morale, lepsze uzbrojenie i wyćwiczenie. Wojska militarystów były natomiast zmontowaną naprędce koalicją, rozsadzaną przez wewnętrzną nieufność między dawnymi przeciwnikami, Wu Peifu i Zhang Zuolinem. Armię Narodowo-Rewolucyjną wspomogły także przywiezione w sierpniu 1925 roku z Moskwy przez Feng Yuxianga radziecki sprzęt i eksperci wojskowi.
Armia Narodowo-Rewolucyjna wyruszyła z Henyangu i już 12 lipca zdobyła stolicę prowincji Hunan, Changsha. Zaraz po zdobyciu Changsha część sił ANR wraz z samodzielną grupą pod dowództwem komunisty Ye Tinga, szachując siły Sun Chuanfanga, skierowała się na wschód i pod Wuhanem, w bitwie przy moście Hensheng, rozbiła liczące prawie 200 tysięcy żołnierzy dywizje Wu Peifu. Znaczna część podwładnych Wu, widząc nadchodzące wojska Kuomintangu, porzuciła broń i przeszła na ich stronę. Pokonany Wu wycofał się do Syczuanu, a następnie do Gansu, nie odgrywając już w dziejach Chin żadnej roli. Do Wuhanu przeniósł się kantoński rząd.
Armia Narodowo-Rewolucyjna posuwała się w błyskawicznym tempie naprzód, 10 października zajmując Wuchang; po ciężkich walkach 7 listopada padł także Nanchang. Do końca grudnia siły Kuomintangu opanowały także prowincje Fujian i Zhejiang. W tym samym czasie na północy Feng Yuxiang, korzystając z radzieckiego wsparcia, otworzył drugi front, zajmując prowincję Shanxi i docierając do Henanu.
Na początku 1927 roku komuniści zorganizowali masowy, 800-tysięczny strajk w Szanghaju, opanowując miasto 22 marca. Wydarzenia te umożliwiły zajęcie przez ANR Nankinu dwa dni później.

## Rozłam Czanga z komunistami
Po wkroczeniu ANR do Nankinu w mieście wybuchły wymierzone w cudzoziemców rozruchy. Zabito kilku obcokrajowców i splądrowano konsulaty brytyjski, japoński i amerykański. Ranny został brytyjski konsul. W odpowiedzi brytyjskie kanonierki otworzyły ogień w kierunku miasta, zabijając piętnastu cywilów i dwudziestu czterech żołnierzy ANR. Komuniści winą za zajścia obarczyli Czang Kaj-szeka, ten z kolei uznał je za komunistyczną prowokację.
O świcie 12 kwietnia 1927 w Szanghaju żołnierze Czanga rozpoczęli niespodziewanie aresztowania działaczy komunistycznych. W wyniku walk zginęło prawdopodobnie około 300 osób, a ponad 5000 uznano za zaginione. Z miasta cudem zdołał uciec Zhou Enlai, któremu pomógł jeden z jego uczniów z Akademii Whampoa. Podobne akcje przeciwko komunistom przeprowadzono symultanicznie w kilku innych miastach.
18 kwietnia w Nankinie Czang powołał nowy, prawicowy rząd. Lewicowy rząd Wang Jingweia w Wuhanie został rozwiązany. Z armii i władz usunięto wszystkich komunistów i ekspertów radzieckich. Komuniści podejmowali próby oporu, jak powstanie w Nanchangu 1 sierpnia czy insurekcja w Hubei 8 września. Wszystkie one zostały krwawo stłumione przez wojska Kuomintangu.

## Kontrofensywa militarystów
W kwietniu 1927 roku na stronę ANR przeszedł władający w Shanxi Yan Xishan, wydatnie wzmacniając wojska kuomintangowskie. Na początku czerwca militaryści ponieśli dotkliwą klęskę i musieli wycofać się ze strategicznie położonego Xuzhou.
Niespodziewanie na początku sierpnia 1927 roku Czang Kaj-szek ostentacyjnie zrezygnował z dowództwa i wyjechał z Chin. Krok ten, poprzez celowe ściągnięcie klęski na ANR, miał ukazać go jako człowieka niezastąpionego i ugruntować jego pozycję w Kuomintangu. Pod koniec sierpnia militaryści pod wodzą Sun Chuanfanga przeprowadzili skuteczną kontrofensywę, spychając siły ANR pod Nankin. W bitwie pod Longtan ANR po ciężkiej i długiej walce zdołała co prawda odeprzeć natarcie, jednak widmo klęski sprawiło, że wezwano Czanga do powrotu. Ten powrócił w styczniu 1928 roku, odzyskując dowództwo i obejmując najwyższe stanowiska partyjno-państwowe.

## Druga kampania

Flaga Rządu Narodowego, po zwycięstwie Kuomintangu od 1928 roku flaga Republiki Chińskiej

Po powrocie Czanga ANR ruszyła do nowej ofensywy, zajmując prowincję Shandong. 3 maja 1928 roku pod Jinanem doszło do konfrontacji ze znajdującą się tam armią japońską przysłaną do ochrony japońskiej osady. W walce zginęło kilka tysięcy żołnierzy chińskich. Z trudem udało się zażegnać groźbę wojny z Japonią, wywołaną przez ten incydent.
W obliczu posuwającej się już bez większych przeszkód na północ ANR, świadom ostatecznej klęski Zhang Zuolin w nocy z 2 na 3 czerwca opuścił Pekin i zdecydował się wycofać do podległej sobie Mandżurii. 4 czerwca pociąg, którym jechał, eksplodował. Zamachu dokonali Japończycy, obawiający się, że Zhang porozumie się ostatecznie z Kuomintangiem.
8 czerwca wojska ANR bez walki wkroczyły do Pekinu. Nazwę miasta zmieniono na Beiping (Północny Pokój, chociaż odczytywano ją także ironicznie jako Spacyfikowana Północ), a stolica została przeniesiona do Nankinu. W Mandżurii tymczasem władzę przejął syn Zhang Zuolina, Zhang Xueliang, który podjął rozmowy z Kuomintangiem i ostatecznie podporządkował się rządowi w Nankinie. 29 grudnia 1928 roku, kiedy to Zhang Xueliang polecił swojej armii zmienić sztandary republikańskie z 1912 roku na sztandary Rządu Narodowego, jest symboliczną datą końca ekspedycji północnej i reunifikacji Chin.